# 제프 벨리보
제프 라이언 벨리보(Jeffrey Ryan Beliveau, 1987년 1월 17일 ~ )는 전 미국 프로 야구  선수이다. 2008년 신인 드래프트 18라운드 551픽으로 시카고 컵스에 입단했다. 입단 4년 후인 2012년에 첫 메이저 리그에 데뷔를 했지만 고질적인 제구 불안을 노출하면서 큰 인상을 심어주지 못하고 그 해 12월 웨이버 공시되었다. 12월 21일 텍사스 레인저스의 클레임으로 텍사스의 40인 로스터에 등록이 되었다.

## 통산 기록
| 년도 | 팀  | 경기수 | 선발 | 완투 | 완봉 | 이닝 | 피안타 | 자책점 | 피홈런 | 볼넷 | 삼진 | 승 | 패 | 세이브 | 홀드 | 블론 | WHIP | 방어율 |
| 2012 | CHC | 0      | 0    | 0    | 0    | 0    | 0      | 0      | 0      | 0    | 0    | 0  | 0  | 0      | 0    | .000 | .000 | .000   |
| 2013 | TEX | 0      | 0    | 0    | 0    | 0    | 0      | 0      | 0      | 0    | 0    | 0  | 0  | 0      | 0    | .000 | .000 | .000   |
| 통산 |     | 0      | 0    | 0    | 0    | 0    | 0      | 0      | 0      | 0    | 0    | 0  | 0  | 0      | 0    | .000 | .000 | .000   |